# الحركة اليسارية الثورية
الحركة اليسارية الثورية (بالإسبانية: Movimiento de Izquierda Revolucionaria)‏ هو حزب سياسي تشيلي، أسس في 15 أغسطس 1915، ومن مؤسسيه ميغيل إنريكيز.

## أعضاء بارزون
- كود سباركل
- تحديث القائمة

- ميغيل إنريكيز
- Antonio Llidó
- جبريل سالازار (1970 - 1979)
- Marcello Ferrada de Noli
- Diana Arón
- Carmen Castillo
- خوسيه غونيي
- Clotario Blest
- روي ماورو ماريني
- Andrés Pascal Allende (1965 - 1990)